# Babez for breakfast
Babez for Breakfast is het vijfde studioalbum van de Finse hardrockband Lordi, dat op 15 september 2010 tegelijkertijd uitkwam in Europa, Japan en de Verenigde Staten.

## Geschiedenis
Evenals bij ieder ander album werden ook nu de kostuums aangepast. Op de hoes is een baby Mr. Lordi te zien in de armen van een vrouw met ontbloot bovenlijf. Het was de eerste keer dat niet de volledige groep op de hoes van een album stond. De eerste hoes was een soort beest waarvan alle bandleden zaten te eten, omringd door schaars geklede zombiezusters. Omdat het platenlabel de hoes te vulgair vond, moesten ze het echter veranderen. Zoals gewoonlijk is de hoes geschilderd door Mr. Lordi. Op 18 september begon Lordi aan hun Europe for Breakfast-tournee in de Nosturi-club te Finland en dat was tevens de livepremière van het album. Op 19 december eindigde de tournee. De groep toerde door heel Europa en bezocht onder meer Duitsland, Frankrijk, Tsjechië, Spanje, Rusland, Italië, Nederland en Hongarije. Het was de eerste tournee met drummer Tonmi Lillman. Deze tournee had het het uitgebreidste programma en de band speelde als bonus iedere avond één zeldzaam lied.

## Tracklist
1. SCG5: It's a Boy! - 01:21
2. Babez for Breakfast - 03:29
3. This Is Heavy Metal - 02:59
4. Rock Police - 03:57
5. Discoevil - 03:49
6. Call Off the Wedding - 03:31
7. I Am Bigger Than You - 03:04
8. ZombieRawkMachine - 03:42
9. Midnite Lover - 03:20
10. Give Your Life for Rock and Roll - 03:54
11. Nonstop Nite - 03:56
12. Amen's Lament to Ra - 00:32
13. Loud and Loaded - 03:15
14. Granny's Gone Crazy - 03:55
15. Devil's Lullaby - 03:42

### Bonustracks
- Lord Have Mercy - 03:18 (in de iTunes-versie)
- Studs And Leather - 03:57 (in de Japanse versie, samen met 'Lord Have Mercy')

## Opname
De opname van het album begon al op 16 februari 2010 door Michael Wagener - in de Wireworld Studio te Nashville, Verenigde Staten. Michael heeft ook het album gemixt en geproduceerd. De band had 44 demo's om uit te kiezen, waarvan ze dan 15 nummers opgenomen hebben.

## Demostukjes op Myspace
Op 3 september 2010, kondigde Lordi aan dat ze een voorsmaakje ter beschikking gingen stellen van het album (wel in zeer slechte kwaliteit) tot en met vrijdag 10 september, (de eerste Duitse uitgave.)

## Singles van het album
- This Is Heavy Metal
- Rock Police

## Speciale gasten
In september 2009 bracht Lordi vijf dagen door in Hollywood om liedjes te schrijven met ex-Kiss-gitarist Bruce Kulick (die ook te gast was op Lordi's album The Arockalypse) en met Jeremy Rubolino. Gezamenlijk schreven ze Cut My Head Off en Call Off the Wedding.

## Compositie
- Mr. Lordi - zang
- OX - basgitaar
- Kita - drums, achtergrondzang
- Amen - gitaar
- Awa - keyboard, piano